# Грб Брчко Дистрикта
Грб Брчко Дистрикта је грб Босне и Херцеговине. Према Статуту овог дистрикта, каже се: Дистрикт нема другу заставу и грб осим грб и заставу Босне и Херцеговине. Што значи да су државни симболи Босне и Херцеговине уједно и симболи Дистрикта.
Предратна општина Брчко је имала своје симболе. У току и након рата, на простору ове бивше локалне административне јединице, успостављене су три нове општине: општина Брчко у Републици Српској, те општине (опћине) Брчко — Рахић (под контролом муслиманских снага) и Равне — Брчко (под контролом хрватским снага), у Федерацији БиХ, које су користиле своје властите симболе, а који су важили све до успостављања Дистрикта 8. марта 2000. године.
Осим државног грба, Дистрикт користи и неке посебне амблеме за своје агенције, а јављају се и иницијативе за усвајање властитог грба Дистрикта.

## Галерије грбова
- Грб 
 српске општине Брчко 
 (1992-2000)
- Кориштени симбол 
 општине Равне-Брчко 
 (1992-2000)
- Амблем 
 Полиције Брчко Дистрикта 
 (2000-данас)
- Предложени грб 
 Брчко Дистрикта 
 (приједлог из 2009)